# Arantxa Urretabizkaia
Arantxa Urretabizkaia Bejarano (*1. července 1947, Donostia-San Sebastián) je baskická spisovatelka, scenáristka a herečka. Je známá především pro své romány, dále také svou poezií. Také hrála ve filmu La fuga de Segovia (1981). Od roku 1983 působí v Euskaltzaindii. Dlouhá léta žije ve své rodné provincii Gipuzkoa v Hondarribie. Je feministkou.

## Život
Narodila se roku 1947 v Txominenee (čtvrť města Donostia-San Sebastián) do vlastenecky založené rodiny. Její otec byl odsouzen k trestu smrti. Ve třinácti letech se začala učit sekretářkou, v šestnácti ošetřovatelkou, nakonec ale nastoupila na univerzitu v Barceloně, kde roku 1975 získala titul licenciáta historie.
Spolu s Ramonem Saizarbitoriou a Ibonem Sarasolou psala pro nakladatelství Lur. Jako novinářka začala v roce 1977 pracovat pro noviny Egin, dále pracovala v novinách EITB, El Diario Vasco, Deia či El Mundon. Roku 1981 si zahrála ve filmu La fuga de Segovia se svým partnerem, hercem Xabierem Elorriagou. Její román Zergatik panpox? byl roku 1985 v basičtině zfilmován.

## Dílo

### Romány
- Zergatik panpox? (1979, nakladatelství Hordago) ISBN 84-7099-086-1
- Saturno (1987, nakladatelství Erein)
- Koaderno gorria (1998, nakladatelství Erein)
- 3 Mariak (2010, nakladatelství Erein) ISBN 978-84-9746-639-4
- Zuri-beltzeko argazkiak (2014) ISBN 978-84-7681-863-3

### Povídky
- Aspaldian espero zaitudalako ez nago sekula bakarrik (1983, nakladatelství Erein)
- Aurten aldatuko da nire bizitza (1992, nakladatelství Erein)

### Eseje
- Bidean ikasia (1993-2016) (2016) ISBN 978-84-7681-966-1

### Poezie
- Maitasunaren magalean (1982, nakladatelství GAK)
- XX. mendeko poesia kaierak - Arantxa Urretabizkaia (2000, nakladatelství Susa)